# Panama (Iowa)
Pour les articles homonymes, voir Panama (homonymie).
Panama est une ville du comté de Shelby, en Iowa, aux États-Unis. Elle est fondée en 1882 et incorporée le 17 mai 1886.

## Source de la traduction
- (en) Cet article est partiellement ou en totalité issu de l’article de Wikipédia en anglais intitulé « Panama, Iowa » (voir la liste des auteurs).